# Principauté d'Aschaffenbourg
1803–1810
La principauté d'Aschaffenbourg (en allemand : Fürstentum Aschaffenburg) était une principauté du Saint-Empire romain germanique (1803-1806), puis de la confédération du Rhin (1806-1810). Elle avait pour capitale Aschaffenbourg.
Lors de la sécularisation de l'Électorat de Mayence en 1803 dans le cadre du Recès d'Empire, l'archevêque-électeur Charles-Théodore de Dalberg, reçoit en dédommagement les principautés nouvellement créées d'Aschaffenbourg et de Ratisbonne, ainsi que le comté de Wetzlar. La principauté d'Aschaffenbourg comprenait, outre la ville d'Aschaffenbourg  elle-même, les villes et les alentours de Klingenberg, Lohr am Main, Aufenau, Stadtprozelten, Bad Orb et Aura im Sinngrund.
À la dissolution du Saint-Empire en 1806, la principauté intègre la confédération du Rhin. En 1810, Napoléon rattache la principauté de Ratisbonne au royaume de Bavière, et dédommage Karl von Dalberg en lui donnant les villes d'Hanau et de Fulda. Dalberg fusionne alors les possessions qui lui restaient (Aschaffenbourg, Francfort, Wetzlar, Hanau et Fulda) au sein du nouveau grand-duché de Francfort, dont la principauté d'Aschaffenbourg devient un département - Aschaffenbourg continuant d'accueillir la résidence du grand-duc. Le grand-duché est finalement annexé par la Bavière en 1814.